# Skyler Gisondo
Skyler Gisondo, né le 22 juillet 1996 à Palm Beach (Floride), est un acteur américain. Il est notamment connu pour ses rôles de Bryan Pearson dans The Bill Engvall Show, Tommy Doyle dans le film Halloween et Eric dans Santa Clarita Diet.

## Biographie
Gisondo est né dans le comté de Palm Beach en Floride, fils de Stacey et Ron Gisondo, ingénieur océanographique. Il vivait à Hypoluxo avant de déménager avec sa famille. Il a deux grandes sœurs.
À l'âge de six ans, alors que sa famille suit son père pour un voyage d'affaires en Californie du Sud, ses parents décident d'envoyer des photos de lui à plusieurs agences. En trois jours, Skyler est engagé pour une publicité de Pizza Hut, ce qui lui permet de rapidement commencer sa carrière en jouant dans d'autres publicités et des séries télévisées,.
En 2009, Skyler gagne le "Young Artist Award - Outstanding Young Performers in a TV Series" pour son rôle dans The Bill Engvall Show en tant que Bryan Pearson.

## Filmographie

### Cinéma
- 2003 : Crazy Love : le fils de Spielberg
- 2003 : Comedy Central Presents: The Commies : Justin
- 2006 : Jam : Robert
- 2007 : I'm in Hell : Blake Otis
- 2007 : Halloween : Tommy Doyle
- 2007 : Walk Hard: The Dewey Cox Story : Dewdrop
- 2008 : For Heaven's Sake : Ben Whitman
- 2008 : Tout... sauf en famille : Connor McVie
- 2012 : Les Trois Corniauds: Moe jeune
- 2012 : The Amazing Spider-Man : Howard Stacy
- 2012 : Buttwhistle: Roadcap
- 2013 : Middle Age Rage : Hunt Bobeck
- 2014 : Hard Sell (en) : Hardy Buchanan
- 2014 : The Amazing Spider-Man 2 : Howard Stacy
- 2014 : La Nuit au musée : Le Secret des Pharaons : Nick Daley
- 2015 : Vive les vacances (Vacation) de John Francis Daley et Jonathan M. Goldstein : James Griswold
- 2018 : Class Rank : Bernard Flannigan
- 2019 : Booksmart d'Olivia Wilde : Jared
- 2021 : Licorice Pizza de Paul Thomas Anderson : Lance
- 2025 : Superman de James Gunn : Jimmy Olsen

#### Films d'animation
- 2006 : Cinq Toutous prêts à tout : B-Dawg / Billy (voix)
- 2008 : Les Copains des neiges : B-Dawg / Billy (voix)
- 2009 : Les Copains dans l'espace : B-Dawg / Billy (voix)
- 2009 : Les copains fêtent Noël : B-Dawg / Billy (voix)
- 2011 : Les Copains et la Légende du chien maudit : B-Dawg / Billy (voix)
- 2012 : Les Copains chasseurs de trésor : B-Dawg / Billy (voix)

### Télévision

#### Séries télévisées
- 2003 : Miss Match : Jeffrey (épisode "Forgive and Forget")
- 2005 : Huff : Jackson Coleman (épisode "Christmas Is Ruined")
- 2005 : Everybody Loves Raymond : Chris (épisode "The Faux Pas")
- 2005 : Ce que j'aime chez toi : Ryan (épisode "The Kid, the Cake, and the Chemistry")
- 2005 : Monk : Kyle (épisode "Mr. Monk Stays in Bed")
- 2005 : Cold Case : Affaires classées : Ned Burton (1972) (épisode "Honor")
- 2005 : Strong Medicine : Tommy Nauls (épisode "We Wish You a Merry Cryst-Meth")
- 2006 : Esprits criminels : un garçon (épisode "What Fresh Hell?")
- 2006 : Dr House : Clancy Green (épisode "Cane and Able")
- 2006 : Urgences : Timmy Jankowski (épisode "21 Guns" & "Bloodline")
- 2006 : Drake & Josh : Tyler (épisode "I Love Sushi")
- 2007 : Les Experts : Danny Curtis (épisode "Leaving Las Vegas")
- 2008 : Terminator : Les Chroniques de Sarah Connor : Kyle Reese jeune (épisode "What He Beheld")
- 2008 : My Name Is Earl : Gerald (épisode "I Won't Die with a Little Help from My Friends: Part 2")
- 2008-2009 : American Dad! : Matty Moyer (voix)
- 2009 : Les Experts : Manhattan  : Jake Kaplan (épisode "The Party's Over")
- 2009 : The Bill Engvall Show : Bryan Pearson
- 2009-2010 : Les Mystères d'Eastwick : Gene Friesen
- 2010-2012 : Psych : Shawn Jeune
- 2013 : Once Upon a Time : Devin (épisode "Good Form")
- 2017 - 2019 : Santa Clarita Diet : Eric Bemis (30 épisodes)
- 2017 : Wet Hot American Summer: Ten Years Later : Jeremy "Deegs" Deegenstein
- 2019 : The Righteous Gemstones : Gideon Gemstone
- 2022 : The Resort : Sam Knowlston

#### Documentaires
- 2020 : Derrière nos écrans de fumée (The Social Dilemma) : Ben

### Jeux vidéo
- 2022 : The Quarry : Max Brinly (voix et modèle)

## Voix francophones
En France, Gabriel Bismuth-Bienaimé et Pierre-Henri Prunel sont les voix en alternance de Skyler Gisondo.
En France
| - Gabriel Bismuth-Bienaimé dans : - La Nuit au musée : Le Secret des Pharaons - Vive les vacances - Wet Hot American Summer: Ten Years Later (série télévisée) - The Righteous Gemstones (série télévisée) - The Resort (série télévisée) - Superman - Pierre-Henri Prunel dans : - Santa Clarita Diet (série télévisée) - Derrière nos écrans de fumée (documentaire) - Larry et son nombril (série télévisée) | Et aussi - Oscar Douieb dans Dr House (série télévisée) - Léo Caruso dans Les Copains dans l'espace (voix) - Tom Trouffier dans Les Mystères d'Eastwick (série télévisée) - Valentin Maupin dans Psych : Enquêteur malgré lui (série télévisée) - Nathanel Alimi dans Lilly et l'Oiseau - Simon Herlin dans Fairfax (voix) - Jean-Stan Du Pac dans Licorice Pizza |

Au Québec
| - François-Nicolas Dolan dans : - Cinq Toutous prêts à tout (voix) - Les Copains des neiges (voix) - Les Copains dans l'espace (voix) - Les copains fêtent Noël (voix) - Damien Muller dans : - Les Copains chasseurs de trésor (voix) - La Nuit au musée : Le Secret des Pharaons | Et aussi - Laëtitia Isambert-Denis dans Halloween - Vassili Schneider et Alexis Plante dans Les Copains et la Légende du chien maudit (voix) - Nicolas Poulin dans Vive les vacances |

## Nominations et récompenses
- Young Artist Award :
  - 2007 : Best Performance in a TV Series (Comedy or Drama) - Guest Starring Young Actor pour Dr House
  - 2009 : Best Performance in a TV Series (Comedy or Drama) - Supporting Young Actor pour The Bill Engvall Show
  - 2010 : Best Performance in a TV Series (Comedy or Drama) - Supporting Young Actor pour The Bill Engvall Show

### Récompenses
- Young Artist Award :
  - 2009 : Outstanding Young Performers in a TV Series pour The Bill Engvall Show
  - 2012 : Best Performance in a DVD Film - Young Ensemble Cast pour Les Copains et la Légende du chien maudit